# Блерстаун (Нью-Джерсі)
Блерстаун (англ. Blairstown) — селище (англ. village) в США, в окрузі Воррен штату Нью-Джерсі. Населення — 5704 особи (2020).

## Демографія
Згідно з переписом 2010 року, у селищі мешкало 5967 осіб у 2124 домогосподарствах у складі 1704 родин. Було 2272 помешкання
Расовий склад населення:
| - 96,0 % — білих - 1,1 % — чорних або афроамериканців - 1,1 % — азіатів - 0,1 % — корінних американців |

До двох чи більше рас належало 1,1 %. Частка іспаномовних становила 3,8 % від усіх жителів.
За віковим діапазоном населення розподілялося таким чином: 23,9 % — особи молодші 18 років, 60,6 % — особи у віці 18—64 років, 15,5 % — особи у віці 65 років та старші. Медіана віку мешканця становила 44,3 року. На 100 осіб жіночої статі у селищі припадало 99,4 чоловіків; на 100 жінок у віці від 18 років та старших — 96,8 чоловіків також старших 18 років.
Середній дохід на одне домашнє господарство становив 108 711 долар США (медіана — 84 717), а середній дохід на одну сім'ю — 119 714 долари (медіана — 93 920). За межею бідності перебувало 3,0 % осіб, у тому числі 1,1 % дітей у віці до 18 років та 4,2 % осіб у віці 65 років та старших.
Цивільне працевлаштоване населення становило 2861 осіб. Основні галузі зайнятості: освіта, охорона здоров'я та соціальна допомога — 19,5 %, науковці, спеціалісти, менеджери — 16,2 %, мистецтво, розваги та відпочинок — 13,8 %.